# 中川聡
中川 聡（なかがわ さとし、1979年9月8日 - ）は、テレビ東京のチーフアナウンサー。

## 来歴・人物
- 東京都出身。
- 東京都立両国高等学校 → 明治大学卒業。2002年に、アナウンサーとしてテレビ東京へ入社。
- 同期に大橋未歩、倉野麻里がいる。
- 2022年11月17日、同日に開催された浦和レッズVSフランクフルト戦の実況を務めた際、トッテナムFWハリー・ケインの名前を誤って「ケリーハイン」と言ってしまい、Twitterでトレンドに入ったり、トッテナムのサポーターとして有名なQuizknockCEO伊沢拓司氏がこの件をネタにしたツイートをしたりと大きな話題となってしまった。

## 現在の出演番組
- TXNニュース（不定期）
- スポーツ中継

## 過去の出演番組
報道・情報番組
| 期間           | 期間           | 番組名                                                    | 役職                     | 備考                                                   |
| -------------- | -------------- | --------------------------------------------------------- | ------------------------ | ------------------------------------------------------ |
| 2003年4月      | 2005年3月      | ニュースモーニングサテライト                              | サブキャスター           |                                                        |
| 2004年4月      | 2006年9月      | 朝は楽しく!スマイルサプリメント                           | 隔週水曜日レギュラー出演 | それ以降は随時不定期にて出演                           |
| 2004年4月      | 2007年3月      | NEWS MARKET 11                                            | 水曜日ニュース担当       |                                                        |
| 2009年1月      | 2011年9月      | E morning                                                 | サブキャスター           | 2010年6月まで水～金曜日担当、同年7月から月・火曜日担当 |
| 2011年4月      | 2016年3月      | 田勢康弘の週刊ニュース新書                                | 進行役                   |                                                        |
| 2011年10月     | 2012年3月      | Mプラス 9                                                 | メインキャスター         | いずれも月・火曜日担当                                 |
| 2011年10月     | 2012年3月      | Mプラス 11                                                | メインキャスター         | いずれも月・火曜日担当                                 |
| 2011年10月     | 2013年3月      | Mプラス Express                                           | メインキャスター         | いずれも月・火曜日担当                                 |
| 2015年10月12日 | 2015年10月14日 | BSニュース 日経プラス10（BSジャパン〈現：BSテレビ東京〉） | サブキャスター           | 全期間とも、水原恵理の代役として出演                   |
| 2017年5月10日  |                | BSニュース 日経プラス10（BSジャパン〈現：BSテレビ東京〉） | サブキャスター           | 全期間とも、水原恵理の代役として出演                   |
| 2017年8月14日  | 2017年8月15日  | BSニュース 日経プラス10（BSジャパン〈現：BSテレビ東京〉） | サブキャスター           | 全期間とも、水原恵理の代役として出演                   |

バラエティ番組・その他
- 全力闘球
- 2010 FIFAワールドカップ（実況）
- KOZY'S NIGHT 負け犬勝ち犬（2011年10月12日 - 2012年9月26日）
- 駐在刑事 Season3 第4話・第6話・最終話（2022年2月4日・18日・25日、テレビ東京） - アナウンサー/ニュースキャスター 役